# Рунов Валентин Олександрович
Валентин Олександрович Рунов (нар.. 1951; Умань, Черкаська область, Українська РСР) — радянський та російський військовий історик. Кандидат історичних наук, професор. Заслужений працівник вищої школи РФ (2010). Полковник запасу. Автор понад 170 книг та статей з історії військового мистецтва, історії газової промисловості та історико-краєзнавчої тематики.

## Життєпис
Валентин Рунов народився 1951 року в Умані Черкаської області Української РСР у сім'ї офіцера (учасника німецько-радянської війни). 1972 року закінчив розвідувальний факультет Київського вищого загальновійськового командного училища. Проходив службу в Прикарпатському військовому окрузі, обіймаючи офіцерські посади — командира розвідувального взводу, далі — розвідувальної роти, а потім — начальника штабу окремого розвідувального батальйону. Після цього проходив службу в Республіці Куба на посаді старшого помічника начальника оперативного відділу окремої мотострілецької бригади.
1985 року закінчив Військову академію ім. М. В. Фрунзе за профілем історії військового мистецтва, після чого викладав у Свердловському військово-політичному училищі. З 1987 по 1998 рік послідовно — викладач, старший викладач, доцент кафедри історії військового мистецтва Військової академії імені М. В. Фрунзе (з 1998 року — Загальновійськової академії ЗС РФ). З 1993 по 2000 роки був президентом Московського військово-історичного товариства. У 2004 році обійняв посаду доцента кафедри історії військового мистецтва, з 2009 року — доцента кафедри оперативного мистецтва Загальновійськової академії ЗС РФ. Також в цей став ініціатором та організатором музею цієї академії.